# Martin Bredenbeck
Martin Bredenbeck (* 1977 in Mülheim an der Ruhr) ist ein deutscher Kunsthistoriker mit Schwerpunkt auf Architektur und Städtebau des 19. bis 21. Jahrhunderts.

## Leben
Bredenbeck studierte Philosophie, Mittelalterliche und Neuere Geschichte, Klassische Archäologie und Kunstgeschichte an der Universität Bonn. Dort wurde er 2011 mit einer Arbeit über die Zukunft der Sakralbauten im Rheinland zum Dr. phil. promoviert, die mit dem Paul-Clemen-Preis ausgezeichnet wurde. Er nimmt Lehraufträge für Kunst- und Architekturgeschichte an der Universität Bonn und der Hochschule RheinMain in Wiesbaden wahr.
Von 2011 bis 2016 war Bredenbeck als wissenschaftlicher Referent beim Bund Heimat und Umwelt in Deutschland in Bonn tätig. Von Juni 2016 bis 2019 war er hauptberuflich Geschäftsführer des Rheinischen Vereins für Denkmalpflege und Landschaftsschutzes. Bredenbeck ist zudem Mitbegründer des Online-Kulturmagazins ModerneREGIONAL. Martin Bredenbeck ist Vorsitzender des Regionalverbands  Rhein-Mosel-Lahn des Rheinischen Vereins für Denkmalpflege und Landschaftsschutz.
Er wohnt in Koblenz.

## Mitgliedschaften
- Arbeitskreis Theorie und Lehre der Denkmalpflege (AKTLD)[3]
- Bonner Heimat- und Geschichtsverein (Vorstandsmitglied)[4]
- Architektur Forum Rheinland (Vorstandsmitglied)[6]
- Rheinischer Verein für Denkmalpflege und Landschaftsschutz[3]
- Fachgruppe Städtebauliche Denkmalpflege[3]

## Schriften
- (mit Antje Grimm) Humoristische Handreichung für Staatsempfänge. In: UNESCO-Welterbestätte Schlösser Augustusburg und Falkenlust in Brühl (Hrsg.): Eine Republik rollt den Teppich aus: Staatsempfänge auf Schloss Augustusburg (1949–1996). Deutscher Kunstverlag, München 2008, ISBN 978-3-422-02127-3, S. 113–124.
- Zwischen Bonner Loch und Stadthaus. Gedanken zur Stadtbaukunst der Nachkriegszeit in Bonn. In: Birgit Franz und Hans-Rudolf Meier (Hrsg.): Stadtplanung nach 1945. Zerstörung und Wiederaufbau: denkmalpflegerische Probleme aus heutiger Sicht (=Veröffentlichungen des Arbeitskreises Theorie und Lehre der Denkmalpflege e.V., Band 20). Mitzkat, Holzminden 2011, ISBN 978-3-940751-37-9, S. 120–129.
- Landesvertretung von Rheinland-Pfalz; Haus der Geschichte der Bundesrepublik Deutschland. In: Bredenbeck, Moneke, Neubacher (Hrsg.): Bauen für die Bundeshauptstadt. Weidle Verlag, Bonn 2011, ISBN 978-3938803-41-7, S. 105–107, 129–131.
- (mit Hans-Rudolf Meier) Klötze und Plätze: Rückblick und Ausblick. In: Klötze und Plätze. Wege zu einem neuen Bewusstsein für Großbauten der 1960er und 1970er Jahre. Bund Heimat und Umwelt in Deutschland, Bonn 2012, ISBN 978-3-925374-98-2, S. 13–23.
- Neue Zeiten, neue Klötze, neue Akteure. Leverkusen und seine Rathäuser. In: Klötze und Plätze. Wege zu einem neuen Bewusstsein für Großbauten der 1960er und 1970er Jahre. Bund Heimat und Umwelt in Deutschland, Bonn 2012, ISBN 978-3-925374-98-2, S. 127–138.
- (mit Inge Gotzmann) Leitfaden regionale Baukultur. Bund Heimat und Umwelt in Deutschland, Bonn 2013, ISBN 978-3-925374-96-8.
- (mit Constanze Falke und Martin Neubacher) Beethovenhalle (Architekturführer der Werkstatt Baukultur Bonn).  Verlag Dreiviertelhaus, Elbtal 2014, ISBN 978-3962422011.
- (mit Nataliya Demir-Karbouskaya) Stadthaus (Architekturführer der Werkstatt Baukultur Bonn). Verlag Dreiviertelhaus, Elbtal 2014, ISBN 978-3962422042.
- Die Zukunft von Sakralbauten im Rheinland (=Studien zu Kirche und Kunst, Band 10). Schnell + Steiner, Regensburg 2015, ISBN 978-3-7954-2650-7. (zugleich Dissertation Universität Bonn, 2011)

## Herausgeberschaften
- (mit Constanze Moneke und Martin Neubacher) Bauen für die Bundeshauptstadt. Weidle Verlag, Bonn 2011, ISBN 978-3938803-41-7.
- (mit Constanze Moneke und Martin Neubacher) Spuren: eine Suche nach dem kunsthistorischen Lustgewinn. Weidle Verlag, Bonn 2012, ISBN 978-3-938803-51-6.
- (mit Constanze Moneke und Martin Neubacher)  Architekturführer der Werkstatt Baukultur Bonn, 6 Bände, Verlag Dreiviertelhaus, 2014–2016.
- (mit Christa Reicher, Alexandra Apfelbaum und Nina Overhageböck) Im großen Maßstab: Riesen in der Stadt (=Beiträge zur Städtebaulichen Denkmalpflege, Band 7). Klartext Verlag, Essen 2017, ISBN 978-3-8375-1703-3.